# Mia Griffin
Mia Griffin, née le 30 décembre 1998 à Glenmore, est une coureuse cycliste irlandaise. Elle pratique en compétition le cyclisme sur route et sur piste.

## Biographie
Mia Griffin commence le sport en pratiquant le camogie, un sport d'équipe irlandais. Son talent pour le cyclisme est découvert lors d'un test sportif national destiné aux athlètes talentueux. 
En 2017, dès ses débuts en cyclisme sur piste, elle devient championne d'Irlande de poursuite par équipes avec Orla Fox, Imogen Cotter et Hilary Hughes. Aux championnats du monde sur piste 2020 à Berlin, le quatuor féminin irlandais composé de Griffin, Alice Sharpe, Lara Gillespie et Kelly Murphy établit un nouveau record irlandais de 4 minutes et 21,368 secondes et termine huitième. Aux championnats d'Europe sur piste espoirs (moins de 23 ans) de la même année, elle remporte le bronze sur la poursuite individuelle. Plus tard, elle termine quatrième de la course sur route et du contre-la-montre individuel aux championnats d'Irlande sur route. 
Lors de la saison 2021, elle décroche la médaille de bronze de la poursuite par équipes des championnats d'Europe. En 2022, elle est vice-championne d'Irlande sur route. L'année suivante, elle obtient un contrat avec Israel-Premier Tech Roland.
En 2024, elle est sélectionnée pour participer aux Jeux olympiques de Paris en cyclisme sur piste.

## Palmarès sur route

### Par années
- 2022
  - 2e du championnat d'Irlande sur route
- 2023
  - 1re et 4e étapes de la Rás na mBan
  - 3e du Tour du Guangxi
- 2024
  - Rás na mBan : 
    - 1re et 3e étapes
    - Classement général
- 2025
  -  Championne d'Irlande sur route
  - 2e étape du Tour du Salvador
  - 3e du Grand Prix du Salvador
  - 3e du championnat d'Irlande du contre-la-montre

### Résultats sur les grands tours

#### Tour d'Italie
1 participation
- 2025 : non-partante (7e étape)

#### Tour de France
1 participation
- 2025 : 97e

### Classements mondiaux
| Année                                 | 2020 | 2021 | 2022 | 2023 | 2024  |
| ------------------------------------- | ---- | ---- | ---- | ---- | ----- |
| Classement UCI                        | 204e | nc   | 297e | 145e | 1303e |
| UCI World Tour                        | nc   | nc   | nc   | 78e  | nc    |
|                                       |      |      |      |      |       |
| Légende : nc = non classéSource : UCI |      |      |      |      |       |

## Palmarès sur piste

### Jeux olympiques
- Paris 2024
  - 9e de la poursuite par équipes

### Championnats du monde
- Pruszków 2019
  - 10e de la poursuite par équipes
- Berlin 2020
  - 8e de la poursuite par équipes

### Coupe des nations
- 2021
  - 1re de la poursuite par équipes à Saint-Pétersbourg (avec Kelly Murphy, Lara Gillespie et Alice Sharpe)
  - 3e de la poursuite à Saint-Pétersbourg
- 2022
  - 3e de l'américaine à Milton
- 2024
  - 2e de la poursuite par équipes à Hong Kong

### Ligue des champions
- 2024
  - 3e du scratch à Paris
  - 3e du scratch à Apeldoorn (I)

### Championnats d'Europe
| Édition / Épreuve                 | Poursuite individuelle | Poursuite par équipes               | Course aux points | Elimination |
| Fiorenzuola d'Arda 2020 (espoirs) | Bronze                 |                                     |                   |             |
| Granges 2021                      |                        | Bronze (avec Murphy, Kay et Sharpe) |                   |             |
| Munich 2022                       |                        | 6e                                  | 9e                |             |
| Granges 2023                      |                        | 5e                                  | 9e                | 10e         |

### Championnats d'Irlande
- 2017
  -  Championne d'Irlande de poursuite par équipes